# ألد واردن (بيدفوردشير)
ألد وأردن (بيدفوردشير) (بالإنجليزية: Old Warden) هي قرية وأبرشية مدنية تقع في المملكة المتحدة في إنجلترا. يقدر عدد سكانها بـ 275 نسمة .

## أعلام
- بوب غيل